# Шаховской, Николай Леонтьевич
Князь Николай Леонтьевич Шаховской (1757 — 31 января (12 февраля) 1837) — русский сенатор, действительный тайный советник, генерал-майор.

## Биография
Родился в 1757 году. Принадлежал к шестой ветви рода князей Шаховских и был потомком Рюрика в XXVIII колене. Его отец Леонтий Васильевич Шаховской был действительным тайным советником, а младший брат Иван Леонтьевич стал генералом от инфантерии.
В 1769 году был зачислен рядовым в первый фузилерный полк, 22 сентября 1770 года произведён в сержанты, а в 1773 году переведён во 2-й Московский полк. Во время русско-турецкой войны в 1774 году участвовал в битве под Силистрией. В 1774 году, произведён в секунд-майоры и был переведён в Московский карабинерный полк
В 1776 году участвовал во взятии Перекопа. А в 1777 годах принимал участие в «усмирении» крымских татар. С 1782 года генеральс-штабс-квартермистр (квартирмейстер) штаба З. Г. Чернышева.
В 1784 году — член московской масонской ложи «Блистающей звезды», которой руководил И. В. Лопухин.
В 1786 году переведён в Малороссийский гренадерский полк.
В 1788 году участвовал в польской кампании. 14 июля 1788 года стал премьер-майором и направлен в Углицкий пехотный полк.
С 20 июня 1788 года участвовал в русско-турецкой войне 1787—1792 годов. В 1790 году был переведён в Астраханский гренадерский полк. 11 декабря 1790 переведен в Херсонский гренадерский полк. При штурме Измаила командовал двумя батальонами Херсонского гренадерского полка, прикрывавшими батарею, ведущую огонь в поддержку войск, штурмовавших город. В ходе боя 11 декабря лишился кисти левой руки и был ранен саблей в голову. Был произведён в подполковники, а 25-го марта 1791 года был награждён орденом Святого Георгия 4-й степени.
В дальнейшем участвовал в подавлении восстания Костюшко. За отличия в боях (в том числе в полевом сражении при Крупчицах, при штурме Праги и занятии Варшавы) в 1794 году был награждён орденом Св. Владимира 4-й степени с бантом, а в 1795 году и орденом Св. Владимира 3-й степени.
В 1797 году, по прошению, был переведен в провиантскую комиссию Русский биографический словарь утверждает, что уже в 1797 году Николай Леонтьевич «был уволен от военной службы» и в следующем году определён в комиссариатскую комиссию. Но фактически из армии Шаховской в чине генерал-майора был уволен в 1799 году. В 1805 году в связи с новой войной был назначен генерал-провиантмейстером. В 1807 году, во время войны с Наполеоном, он состоял генерал-провиантмейстером соединенных армий в Пруссии и был награждён прусским орденом Красного орла.
В 1809 году был назначен почётным опекуном и присутствующим в Санкт-Петербургском опекунском совете. В 1810 году произведен из генерал-майоров в тайные советники, с повелением с 13 июля присутствовать во 2-м отделении 5-го департамента Правительствующего Сената, и назначен во II отделение 5-го департамента, а 24 апреля следующего года — в Межевой департамент; 5 ноября 1812 года перемещён к присутствованию опять во II Отделение 5-го департамента, где и оставался до 1818 года включительно. 17 апреля 1816 года был пожалован орденом Св. Анны 1-й степени. С 1818 по 1837 годы служил в Межевом департаменте.
6 декабря 1831 года произведён в действительные тайные советники.
Скончался в ночь с 30 на 31 января (12 февраля) 1837 года.

## Семья
Жена (с 23 декабря 1808 года) — Анна Яковлевна Эллерт, «разводная жена с 26 января 1807 года морской артиллерии констебля Ивана Петровича Эллерта». Их сыновья:
- Яков (04.06.1808[13]/1811[1]— ?)
- Леонтий (15.06.1810[14]—31.10.1810)
- Александр (1810-?)[1]
- Иосиф (25.05.1812[15]—ок. 1870[16])